# Josef Kuthan
Prof. Ing. Josef Kuthan, DrSc. (* 26. ledna 1934 Praha) je český chemik, člen New York Academy of Sciences, Spektroskopické společnosti Jana Marka Marci a Českého rybářského svazu, nositel stříbrné medaile Slovenské vysoké školy technické v Bratislavě.

## Život
Absolvoval Vysokou školu chemicko-technologickou v Praze, obor organická chemie, zde obhájil dvě disertace a získal vědecké hodnosti CSc. a DrSc. Zabýval se zde syntézou organických sloučenin, souvislostmi jejich molekulové struktury s reaktivitou, elektrochemií organických látek, molekulovou spektroskopií a kvantovou organickou chemií. Na Chemickém ústavu Friedrich-Schiller Universität Jena experimentálně studoval organické sloučeniny s luminiscenčními vlastnostmi a na Ústavu chemie Universität Freiburg i. Br. přednášel organickou elektrochemii. Je autorem a spoluautorem 250 původních vědeckých sdělení, 31 patentů i několika učebnic a odborných monografií. Byl spoluorganizátorem a přednášejícím na několika mezinárodních i vnitrostátních odborných sympoziích věnovaných heterocyklickým sloučeninám. Napsal a přeložil do češtiny několik knih a zveřejnil desítky článků v oblasti sportovního rybářství.
Na Ústavu organické chemie Vysoké škole chemicko-technologické v Praze pracoval jako odborný asistent, po habilitaci jako docent a po jmenovacím řízení jako profesor. Vedl základní laboratorní cvičení v organické chemii, diplomanty a doktorandy v témže oboru. Zastával akademické funkce proděkana a prorektora. Přednášel základní kurz organické chemie a předmět Určování struktur organických látek fyzikálními metodami. Je spoluzakladatelem Chemické olympiády mládeže spolu se Stanicí mladých přírodovědců Praha-Smíchov.